# Royal Air Force
Royal Air Force (RAF), česky Královské letectvo, je vojenské letectvo britských ozbrojených sil. Vzniklo na konci první světové války 1. dubna 1918. Po spojeneckém vítězství nad Ústředními mocnostmi v roce 1918 se v té době z RAF stalo největší letectvo na světě. Od svého vzniku hraje RAF významnou roli v britské vojenské historii. Zvláště velkou roli sehrálo za druhé světové války, kde bojovalo ve své nejslavnější kampani - bitvě o Británii.
Posláním RAF je podporovat záměry britského ministerstva obrany (MoD), které mají „poskytovat schopnosti potřebné k zajištění bezpečnosti a obrany Spojeného království a zámořských území, včetně boje proti terorismu; podporovat zahraniční politiku vlády, zejména při prosazování mezinárodního míru a bezpečnosti.“ RAF popisuje své prohlášení o misi jako „... [poskytnout] agilní, přizpůsobivé a schopné letectvo, které je člověk vedle člověka na špičkové úrovni, a které rozhodujícím způsobem přispívá k podpoře britské obranné mise“. Prohlášení o poslání je podporováno definicí letecké síly RAF, která řídí její strategii. Letecká síla je definována jako „schopnost promítat energii ze vzduchu a kosmu a ovlivňovat chování lidí nebo průběh událostí“.
Dnes královské letectvo udržuje operační flotilu různých typů letadel, které RAF označuje za „špičkovou“ technologii. Z velké části se jedná o letadla s pevnými nosnými plochami, včetně: stíhacích a úderných letadel, letounů včasné výstrahy a kontroly, letadel ISTAR a SIGINT, létajících tankerů a strategických i taktických transportních letadel. Většina letounů RAF s rotujícími nosnými plochami je součástí společného vojenského velení vrtulníků pro podporu pozemních sil. Většina letadel a personálu RAF je umístěna ve Velké Británii, přičemž mnoho dalších slouží na misích (např. v Iráku a Sýrii) nebo na zámořských základnách (ostrov Ascension, Kypr, Gibraltar a Falklandy). Ačkoli je královské letectvo hlavní britskou leteckou složkou, Fleet Air Arm královského námořnictva a letecké sbory britské armády také poskytují vzdušné síly, které jsou integrovány do námořních, pobřežních a pozemních prostředí.

## Historie

Vlajka Royal Air Force

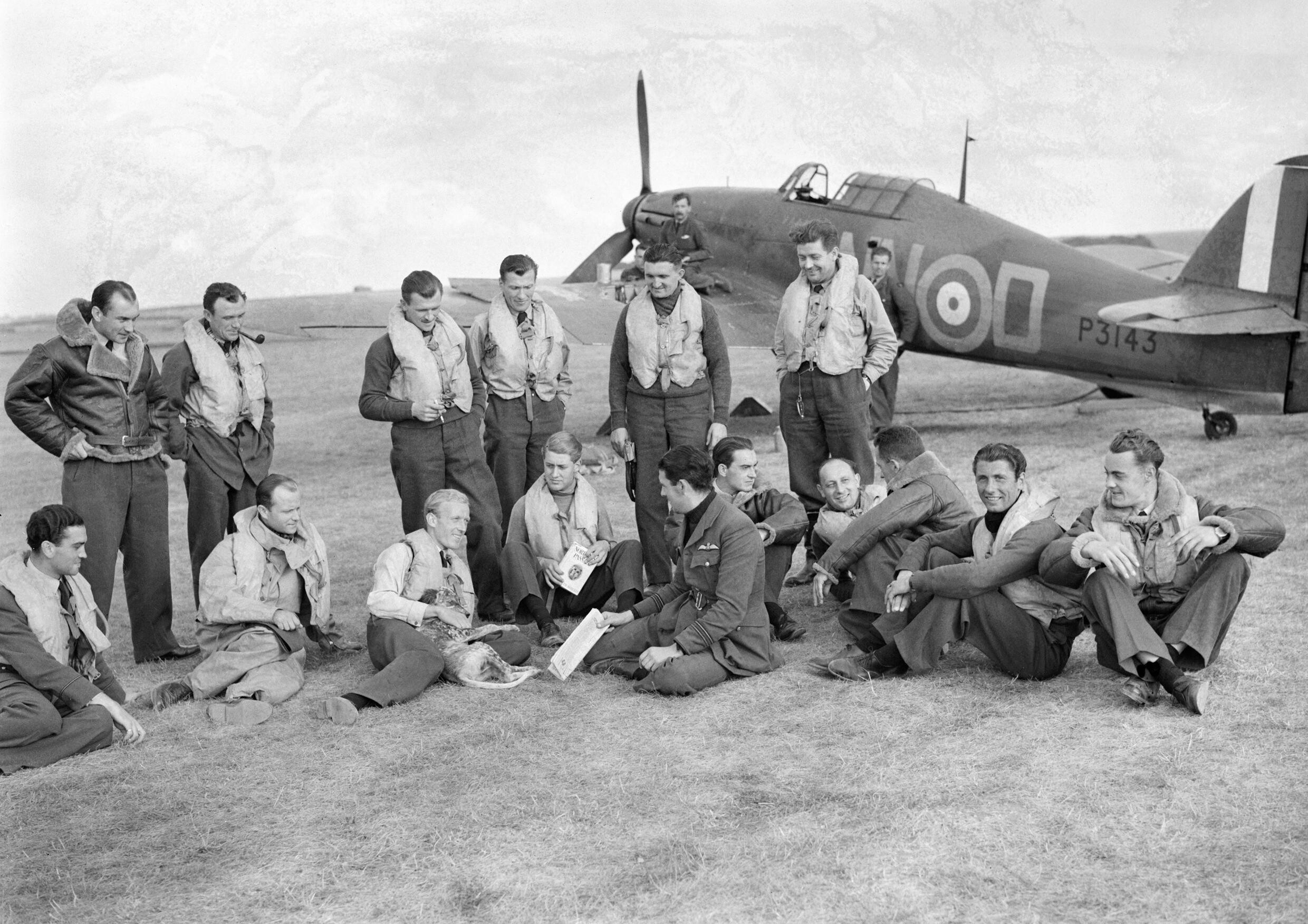
Piloti 310. čs. stíhací perutě na základně v Duxfordu

Jde o nejstarší nezávislé vojenské letectvo na světě, které vzniklo 1. dubna 1918 sloučením Royal Flying Corps a Royal Naval Air Service. RAF od té doby hrálo významnou roli v britské vojenské historii, především během druhé světové války. Od července 1940 do října téhož roku probíhala takzvaná bitva o Británii. RAF se ubránila mnohonásobné přesile Luftwaffe a zabránila tak Hitlerovi podniknout operaci Lvoun - invazi do Británie. Bojovalo se víceméně nad jižní Anglií. V RAF byly za druhé světové války i československé perutě - 310. stíhací, 312. stíhací, 313. stíhací a 311. bombardovací. RAF se později zúčastnila i dalších konfliktů, jako byla např. korejská válka, válka o Falklandy či invaze do Iráku. RAF s 1114 letouny a 46 800 muži (v roce 2010) patří mezi největší letecké síly na světě. Je také jedno z technologicky nejvyspělejších, tuto pozici významně upevnilo nákupem 232 stíhaček Eurofighter Typhoon. Mezi jeho příslušníky v době vzniku patřil např. Henry Allingham, který zemřel v roce 2009 ve věku 113 let. Karel Janoušek byl jediným Čechoslovákem který získal v RAF hodnost maršála.

## Čechoslováci v RAF

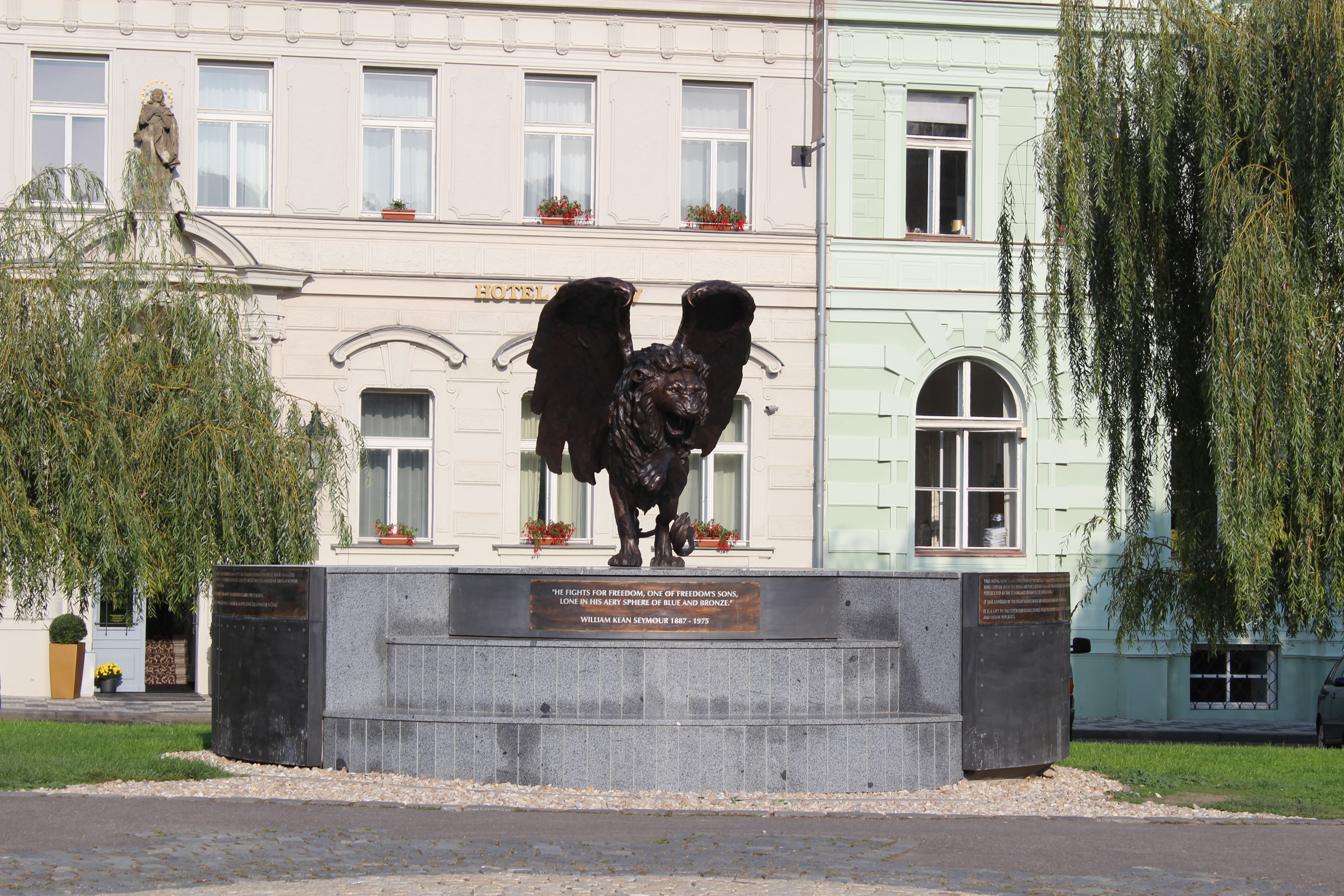
Pomník čs. letců v Praze na Klárově (autorem britský sochař C. Spofforth). Bronzový okřídlený lev na
podstavci s kovovými nýtovanými plechy evokujícími plášť letadla.

V Britském královském letectvu sloužilo za druhé světové války celkem 2402 Čechů a Slováků. Pětina z nich se konce války nedočkala. Ne všichni ale byli piloty. Vedle známých mužů v modrém tam byl pozemní personál. Další muži působili na administrativních pozicích, jako styční důstojníci u královského letectva nebo ve výcvikových jednotkách. V RAF byli také letci z řady jiných zemí. Čechoslováci si ale u britského letectva vydobyli vynikající pověst stejně jako jejich polští kolegové. Mnozí letci se po únoru 1948 stali oběťmi komunistického režimu. Přicházeli ze Západu a mnozí z nich měli za manželky Angličanky. Dávno před komunistickým pučem dávali otevřeně najevo nespokojenost s tím, jak fungovala poválečná limitovaná demokracie. (Typickým příkladem za všechny může být známý protektorátní odbojář Jan Smudek.) Český personál sloužící u RAF připomíná pražský Památník Okřídleného lva. Padlé letce připomíná památník v Praze-Dejvicích. Dne 9. listopadu 2015 byla v Kroměříži na budově bývalých kasáren odhalena pamětní deska věnovaná místním rodákům z řad RAF.

## Seznam letadel
| Letadlo                               | Foto           | Země původu                                 | Úloha                                                             | Verze                  | Ve službě      | Poznámky |
| Bojové letouny                        | Bojové letouny | Bojové letouny                              | Bojové letouny                                                    | Bojové letouny         | Bojové letouny | Bojové letouny |
| ------------------------------------- | -------------- | ------------------------------------------- | ----------------------------------------------------------------- | ---------------------- | -------------- | --- |
| Eurofighter Typhoon                   |                | Německo Spojené království Španělsko Itálie | stíhací letoun k vybojování vzdušné nadvládycvičný/stíhací letoun | Typhoon FGR4Typhoon T3 | 12022          | |
| Lockheed Martin F-35 Lightning II     |                | USA                                         | víceúčelový bojový letoun                                         | F-35B                  | 18             | Britské F-35B dosáhly počáteční operační způsobilosti v lednu 2019. Spojené království plánuje pořídit celkem 138 letounů. |
| Transportní letouny                   |                |                                             |                                                                   |                        |                | |
| Boeing C-17 Globemaster III           |                | USA                                         | strategické transportní letadlo                                   | C-17                   | 8              | |
| Airbus A400M Atlas                    |                | Španělsko                                   | strategické transportní letadlo                                   | A400M-180 Atlas        | 12             | Británie plánuje obstarat celkem 22 těchto letadel. |
| Lockheed Martin C-130J Super Hercules |                | USA                                         | strategické transportní letadlo                                   | C-130J                 | 23             | |
| British Aerospace 146                 |                | Spojené království                          | dopravní letadlo (pro cestující)                                  |                        | 2              | |
| Letadla speciálního určení            |                |                                             |                                                                   |                        |                | |
| Boeing E-3 Sentry                     |                | USA                                         | letadlo včasné výstrahy                                           | E-3D                   | 6              | |
| Raytheon Sentinel                     |                | USA Kanada                                  | průzkumné letadlo                                                 | Sentinel R1            | 5              | |
| Beechcraft Super King Air             |                | USA                                         | průzkumné letadlo                                                 | King Air 350           | 5              | |
| Britten-Norman Islander               |                | Spojené království                          | průzkumné letadlo                                                 | BN-2                   | 3              | |
| Boeing RC-135                         |                | USA                                         | letadlo pro elektronický boj                                      | RC-135W                | 2              | Británie celkem objednala 3 tyto letadla. |
| Airbus A330 MRTT                      |                | Španělsko                                   | tankovací letadlo                                                 | KC2/KC3                | 9              | Je plánováno, že dalších 5 Airbusů A330-234, vlastněných konsorciem AirTanker, může být v případě potřeby upraveno na tankovací, vyškrtnuto z rejstříku civilních letadel a dáno k dispozici RAF.                                                   |
| Cvičná letadla                        |                |                                             |                                                                   |                        |                | |
| BAE Hawk                              |                | Spojené království                          | cvičné letadlo                                                    | T1T2                   | 5028           | |
| Short Tucano                          |                | Spojené království                          | cvičné letadlo                                                    | T1                     | 42             | Britská licenční verze brazilského typu Embraer EMB 312 Tucano |
| Grob G 115                            |                | Německo                                     | cvičné letadlo                                                    |                        | 119            | |
| Beechcraft Super King Air             |                | USA                                         | užitkové letadlo                                                  | King Air 200/350       | 8              | |
| Vrtulníky                             |                |                                             |                                                                   |                        |                | |
| AgustaWestland AW109                  |                | Spojené království Itálie                   | záchranný/užitkový vrtulník                                       |                        | 1              | |
| Boeing CH-47 Chinook                  |                | USA                                         | dopravní vrtulník                                                 | HC.4/5/6               | 38/8/14        | Je plánována modernizace strojů varianty HC.4 na standard HC.6, vybaveného skleněným kokpitem. Ponesou pak označení HC.6A. Pro typ probíhá také vývoj systému pro automatické zamezení vzdušných kolizí ACAS (Airborne Collision Avoidance System). |
| Aérospatiale SA 330 Puma              |                | Francie                                     | užitkový vrtulník                                                 | HC2                    | 21             | |
| Westland Sea King                     |                | Spojené království                          | záchranný vrtulník                                                | HAR3/3A                | 10             | |
| Bezpilotní letadla                    |                |                                             |                                                                   |                        |                | |
| General Atomics MQ-9 Reaper           |                | USA                                         | bezpilotní letadlo                                                |                        | 10             | |